# Centronycteris
Centronycteris é um gênero de morcegos da família Emballonuridae.

## Espécies
- Centronycteris centralis Thomas, 1912
- Centronycteris maximiliani (Fischer, 1829)